# Cascina Robecco
La cascina Robecco è una cascina nel comune italiano di Turano Lodigiano. Costituì un comune autonomo fino al 1869.

## Storia
Robecco fu attestata per la prima volta nel 1290. Il territorio comunale comprendeva le frazioni di Cassina Ramelli e Cassina delle Donne.
In età napoleonica (1809-16) Robecco fu frazione di Cavenago, recuperando l'autonomia con la costituzione del Regno Lombardo-Veneto.
All'Unità d'Italia (1861) il comune contava 394 abitanti. Due anni dopo assunse il nome ufficiale di Robecco Lodigiano, per distinguersi da altre località omonime.
Nel 1869 il comune di Robecco Lodigiano fu purtroppo aggregato a Turano.